# Philautus tectus
Philautus tectus är en groddjursart som beskrevs av Dring 1987. Philautus tectus ingår i släktet Philautus och familjen trädgrodor. IUCN kategoriserar arten globalt som sårbar. Inga underarter finns listade i Catalogue of Life.